# Italia (luftskepp)

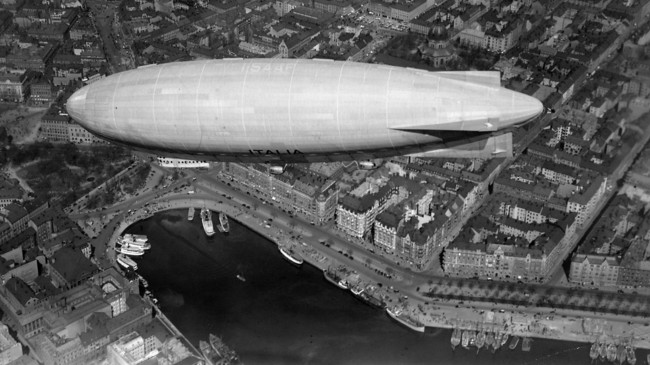
Luftskeppet över Nybroviken i Stockholm 1928 på väg till Nordpolen.

Italia var ett luftskepp som italienske ingenjören Umberto Nobile använde under sin andra flygtur till Nordpolen, Italiaexpeditionen. Det havererade 1928. Expeditionen bestod av 16 personer, alla italienare utom den svenske meteorologen Finn Malmgren och den tjeckiske fysikern František Běhounek.